# Lorch (Württemberg)
Lorch là một thị trấn nhỏ thuộc huyện Ostalbkreis, bang Baden-Württemberg, Đức. Nơi đây nằm bên bờ sông Rems, cách Schwäbisch Gmünd 8 kilometers về phía tây.